# Société d'histoire d'Aix-la-Chapelle
La Société d'histoire d'Aix-la-Chapelle (AGV) est une association sans but lucratif fondée à Aix-la-Chapelle en 1879, qui s'occupe de la recherche, de l'évaluation, de l'archivage et de la publication de l'histoire de la ville d'Aix-la-Chapelle, y compris l'histoire territoriale eurégionale et l'histoire impériale, ainsi que de la domaines de l'art et de l'histoire du bâtiment. L'AGV compte actuellement environ 750 membres et est basée aux Archives de la ville d'Aix-la-Chapelle (de), Reichsweg 30 à Aix-la-Chapelle. Elle est membre de l'Association générale des sociétés allemandes d'histoire et d'antiquité (de).
Les organes de l'association se composent d'un conseil d'administration de six membres élus pour cinq ans, d'un comité consultatif, d'un comité scientifique et d'une assemblée générale. Le comité consultatif est composé du conseil d'administration et de vingt autres membres au maximum, le comité scientifique est composé du conseil d'administration et d'au moins trois membres ayant des compétences scientifiques.
L'objectif de l'AGV est de faire connaître ses résultats de recherche et ses analyses aux citoyens intéressés par le biais d'un large travail de relations publiques et de publications variées, et de recruter ainsi de nouveaux membres. Pour ce faire, l'AGV organise régulièrement des excursions annuelles sur des sites historiques importants ainsi que des séries de conférences spéciales.

## Histoire

### Débuts
Au milieu du XIXe siècle, l'intérêt grandit dans la province prussienne de Rhénanie pour la recherche et la réévaluation non seulement de l'histoire allemande, mais aussi de l'histoire locale. Par exemple, l'Association des amis de l'antiquité de Rhénanie (de) est fondée à Bonn en 1841 et la Société d'histoire du Bas-Rhin (de) à Cologne en 1854. À Aix-la-Chapelle aussi, des historiens et des personnalités versées dans l'histoire s'efforcent de s'organiser en sociétés. En 1865, par exemple, la Société archéologique est fondée, qui s'occupe de la recherche et de la préservation des monuments d'art et de l'histoire locale. Parmi ses membres figurent le chanoine et historien de l'art Franz Bock, l'architecte Carl Rhoen (de), le philologue Laurenz Lersch (de), l'archiviste Josef Laurent (de), le peintre Friedrich Thomas (de) et le conseiller privé et futur maire Ludwig Pelzer (de).
Auparavant, la Société des sciences utiles existe à Aix-la-Chapelle de 1835 à 1853 et à partir de 1847 la Société Charlemagne (de) pour la restauration de la cathédrale d'Aix-la-Chapelle, qui ne traitent tous deux que de sujets historiques dans une mesure limitée. À cette époque, par exemple, les publications sur des sujets liés à l'histoire d'Aix-la-Chapelle ne peuvent être gérées que par l'intermédiaire de la Société de Bonn ou de Cologne.
Enfin, 22 personnalités, principalement issues du cercle des membres de la société archéologique, se réunissent sous la direction du philologue Martin Joseph Savelsberg (de) et planifient en hiver 1878, avec le soutien du président du gouvernement Otto von Hoffmann et du maire d'Aix-la-Chapelle Ludwig von Weise (de), la fondation d'une société générale d'histoire. Ce faisant, ils provoquent en même temps la dissolution de la société archéologique. Après un premier appel à la création lancé le 20 mars 1879 aux citoyens d'Aix-la-Chapelle, la réunion constitutive a pu avoir lieu dès le 27 mai de cette année pour la fondation de la société d'histoire d'Aix-la-Chapelle. Le premier président de l'association est l'historien Alfred von Reumont (de). À la fin de l'année, le nombre de membres est passé à plus de 700.

### Société pour la connaissance de la préhistoire d'Aix-la-Chapelle
Seulement six ans plus tard, après l'élection d'Hugo Loersch comme nouveau président, des divergences importantes apparurent tant sur le contenu et la présentation de la publication propre à l'association, Zeitschrift des Aachener Geschichtsvereins (ZAGV), que sur la manière de présenter les conférences scientifiques, ce qui conduit à la scission de l'AGV. Environ 40 membres quittent l'association et fondent le 15 octobre 1885, avec d'autres personnes intéressées, la Société pour la connaissance de la préhistoire d'Aix-la-Chapelle. Celle-ci comptz rapidement plus de 100 membres, puis environ 500 dans les années suivantes, dont un grand nombre de scientifiques, mais aussi de fabricants, de maîtres artisans et d'ecclésiastiques. Contrairement à l'AGV qui, à l'époque, se considère plutôt comme un cercle d'érudits scientifiques exclusifs, la nouvelle association s'engage en particulier pour une ouverture à toutes les couches de la population et ses publications et séries de conférences s'adressent à toutes les personnes intéressées par l'histoire avec des textes compréhensibles.
Ce n'est qu'après la mort d'Hugo Loersch en 1907, sous son successeur Ludwig Schmitz (de), le 10 décembre de la même année, les deux sociétés historiques sont réunies sous l'ancien nom et la plupart des membres du conseil d'administration existants sont intégrés au conseil d'administration nouvellement fusionné de la Société d'histoire d'Aix-la-Chapelle.
Parmi les membres les plus connus de la Société de la connaissance de la préhistoire d'Aix-la-Chapelle figurent : l'historien et généalogiste Hermann Friedrich Macco (de), l'archiviste de la ville Richard Pick (de), l'inspecteur scolaire Franz Oppenhoff senior, père du futur maire Franz Oppenhoff, le libraire Ferdinand Kremer, et le docteur Bernhard Maximilian Lersch (de), le maître constructeur Joseph Buchkremer (de), le directeur de la musique d'église Heinrich Böckeler (de), le sculpteur Wilhelm Pohl (de), Franz Johann Joseph Bock, Carl Rhoen et bien d'autres. Bon nombre de membres, comme Macco, Rhoen, Oppenhoff ou Buchkremer, appartiennent aux deux sociétés ou publient dans les revues des deux associations.
Au cours des 22 années d'existence, les présidents suivants sont élus :
- 1885-1885 : Carl Eugen Zimmermann (de), maître d'œuvre et adjoint au maire, démissionne au bout de quelques semaines pour des raisons de santé.
- 1885–1886 : HJ Gross, vicaire de Laurensberg, est muté après quelques mois seulement.
- 1886-1897 : Karl Wacker, professeur de lycée, est muté en 1897 comme directeur du séminaire à l'école normale royale de Sarrebourg, aujourd'hui lycée de Sarrebourg (de)
- 1897-1901 : Fritz Joseph Kelleter, directeur de l'école normale d'Aix-la-Chapelle, aujourd'hui lycée Saint-Léonard (de)
- 1901-1907 : Heinrich Savelsberg, professeur au lycée Empereur-Charles (de)

En tant que série de publications distincte, la Société pour la connaissance de la préhistoire d'Aix-la-Chapelle publie 20 volumes de la revue Aus Aachens Vorzeit (AAV), dont le contenu peut désormais être lu intégralement sous forme numérisée. Après la fusion, la publication de la revue est interrompue.

### Après la fusion
Entre-temps, la société d'histoire d'Aix-la-Chapelle peut maintenir le nombre de ses membres à un niveau constant, malgré la concurrence croissante de la Société pour la connaissance de la préhistoire d'Aix-la-Chapelle, qui se développe rapidement en raison de l'intérêt de la population pour l'histoire. Après la fusion, l'AGV s'engage finalement, conformément aux accords, à travailler de manière plus ouverte et plus proche des citoyens, comme nous l'avons déjà mentionné. Ainsi, malgré la Première Guerre mondiale, les années suivantes se déroulent dans une routine objective et sans incidents particuliers.
Ce n'est que lorsque les nationaux-socialistes prennent le pouvoir en 1933 que certains changements se sont produits dans l'AGV, que de nombreux membres ne veulent pas soutenir et quttent donc la société. Par exemple, le président sortant est désormais appelé le « chef de la société » et, avec Albert Huyskens (de), un homme qui a pris ses fonctions en 1934, proclame également les missions de la société historique désormais décrétées sur la base de la conception de l'histoire du national-socialisme et se réfère explicitement à "Mein Kampf" d'Hitler par de nombreuses citations. Il s'adapte également au nouvel esprit du temps par son engagement dans le domaine de la recherche raciale au sein de la Société ouest-allemande de généalogie. La société dans son ensemble ne tient pas toujours compte de l'opportunité politique, mais traite aussi publiquement de sujets qui ne plaisent pas forcément aux nationaux-socialistes, ce qui entraîne une prise de distance croissante avec le pouvoir local. En raison de son implication dans l'appareil du pouvoir, Huyskens doit quitter la présidence de la société après la guerre, mais peut la reprendre en 1948 après un processus de dénazification.
Entre-temps, l'AGV se sent obligée d'analyser de plus en plus l'histoire la plus récente et la plus récente en plus des sujets standard, et de traiter plus intensivement l'archéologie et l'histoire de l'art et de la construction en raison des destructions massives causées par la guerre. En 1979, les statuts, toujours valables aujourd'hui, sont mis à jour et le but de la société est "la recherche sur l'histoire de la ville d'Aix-la-Chapelle, son insertion dans l'histoire territoriale et dans l'histoire générale ainsi que la culture de la conscience historique".

## Présidents
- 1879-1885 : Alfred von Reumont (de), historien, conseiller de légation de Prusse et vrai conseiller privé, citoyen d'honneur des villes de Florence et d'Aix-la-Chapelle
- 1885-1907 : Hugo Loersch, conseiller privé et professeur de droit prussien et français à l'université de Bonn, député de la chambre des seigneurs de Prusse
- 1907-1910 : Ludwig Schmitz (de), conseiller privé et président du Tribunal de grande instance d'Aix-la-Chapelle (de), député de la chambre des représentants de Prusse
- 1910-1918 : Martin Scheins, directeur du lycée Empereur-Charles
- 1918-1934 : Heinrich Savelsberg, professeur au lycée Empereur-Charles, ancien et dernier président de la Société pour la connaissance de la préhistoire d'Aix-la-Chapelle
- 1934-1945 : Albert Huyskens (de), historien et bibliothécaire ainsi qu'archiviste des Archives de la ville d'Aix-la-Chapelle
- 1945-1948 : Heinrich Schiffers, président par intérim. Directeur des Archives épiscopales diocésaines d'Aix-la-Chapelle.
- 1948-1955 : Albert Huyskens
- 1955-1962 : Felix Kuetgens, historien de l'art et directeur du Musée Suermondt
- 1962–1972 : Bernhard Poll, directeur des archives de la ville d'Aix-la-Chapelle
- 1972-1984 : Erich Stephany (de), prélat et chanoine et historien de l'art
- 1984–1995 : Herbert Lepper (de), directeur des archives de la ville d'Aix-la-Chapelle
- 1995-1996 : Willy Frentz, directeur des études au lycée Saint-Léonard
- 1996–2015 : Thomas R. Kraus (de), directeur des archives de la ville d'Aix-la-Chapelle
- depuis 2015 : Harald Müller (de), professeur à l'Institut historique de l'École supérieure polytechnique de Rhénanie-Westphalie[1]

## Présidents d'honneur
- Alfred von Reumont
- Heinrich Savelsberg
- Erich Stephany
- Herbert Lepper

## Membres honoraires (sélection)
- Joseph Buchkremer (de)
- Albert Heusch (de)
- Emil Pauls (de)
- Elisabeth Janssen, bibliothécaire
- Klaus Pabst, historien, Kerpen

## Publications
Un accent particulier est mis sur la publication de nombreuses publications spécialisées, surtout le "Zeitschrift des Aachener Geschichtsvereins", qui est publié depuis 1879, ainsi que les livrets supplémentaires et les contributions à l'histoire de la construction et à l'art local en tant que tirés à part sporadiques.
Afin de pouvoir diffuser ses écrits à l'échelle suprarégionale et de combler d'éventuelles lacunes, l'AGV est actuellement en contact avec environ 140 partenaires d'échange, avec lesquels elle entretient un échange actif d'écrits. Une grande partie des écrits mis à la disposition de l'association est intégrée, tout comme ses propres éditions, dans les fonds des archives de la ville d'Aix-la-Chapelle, de la Bibliothèque de la ville d'Aix-la-Chapelle (de), de la bibliothèque de l'Institut historique de l'École supérieure polytechnique de Rhénanie-Westphalie, du réseau de bibliothèques du diocèse d'Aix-la-Chapelle et de nombreuses autres archives et bibliothèques scientifiques afin de les rendre plus accessibles au public.
En outre, les anciens numéros des publications éditées sont entièrement numérisés et peuvent être consultés en ligne, tout comme une sélection d'articles récents. En outre, les publications de la société peuvent être achetées auprès des librairies établies ou en ligne.
De plus, l'AGV dispose d'une vaste collection "Aquensien", qui contient une grande partie de la littérature générale concernant la ville d'Aix-la-Chapelle et qui n'est pas publiée par la société elle-même.

### Zeitschrift des Aachener Geschichtsvereins(ZAGV)
La Zeitschrift des Aachener Geschichtsvereins est publiée chaque année depuis l'année de fondation de la société en 1879, bien qu'un rythme de deux ans est parfois adopté plus récemment. La revue n'est seulement pas publiée dans les années 1941 à 1948, 1953, 1969, 1973 à 1975, 1990 et 1994, c'est pourquoi le numéro de tome consécutif 113/114 pour l'année en cours 2011/2012 ne correspond pas à l'âge du association.
Dans ces revues de plusieurs centaines de pages sont publiées les activités réalisées et prévues de l'association, les élections, les comptes rendus et les données personnelles, ainsi que les contributions scientifiques de ses membres. En outre, des volumes de registres sont établis et peuvent être consultés en ligne, classés par année de parution ou par auteur. De même, les numéros 1 (1879) à 31 (1909) sont numérisés et mis en ligne.

### Suppléments auZeitschrift des Aachener Geschichtsvereins(sélection)
- Helene Koss: Quellen zur Geschichte des alten Bistums Aachen. Aachen 1932.
- Heinrich Kaspers: Comitatus nemoris. Aachen 1957.
- Claudia Rotthoff-Kraus: Die politische Rolle der Landfriedenseinungen zwischen Maas und Rhein in der zweiten Hälfte des 14. Jahrhunderts. Aachen 1990.
- Thomas R. Kraus: Auf dem Weg in die Moderne – Aachen in französischer Zeit 1792/93. 1794–1814, Aachen 1994.
- Thomas R. Kraus: Europa sieht den Tag leuchten. Der Aachener Friede von 1748. Aachen 1998.
- Rüdiger Haude: Kaiseridee oder Schicksalsgemeinschaft. 7. Begleitband zur Krönungsausstellung Aachen 2000.

### Aachener Beiträge zur Baugeschichte und Heimatkunst(sélection)
- Hans E. Bisegger: Das Krämviertel in Aachen. Aachen 1920.
- Eduard Philipp Arnold (de): Das Altaachener Wohnhaus. Aachen 1930.
- Albert Huyskens, Bernhard Poll (Hrsg.): Das alte Aachen – seine Zerstörung und sein Wiederaufbau. Aachen 1953.
- Heinrich Hellebrandt, Otto Eugen Mayer: Raerener Steinzeug. Aachen 1967.
- Herbert Philipp Schmitz: Robert Ferdinand Cremer (de) 1826 – 1882, Erbauer der technischen Hochschule und Restaurator des Münsters zu Aachen. Aachen 1969.
- Rudolf Dünnwald: Aachener Architektur im 19. Jahrhundert – Friedrich Joseph Ark Stadtbaumeister 1839 – 1876. Aachen 1974.
- Ingeborg Schild, Elisabeth Janssen: Der Aachener Ostfriedhof. Aachen 1991.
- Ingeborg Schild (Hrsg.); Johann Crumbach: Die Burtscheider Hauptstraße. Aachen 2001.